# Robert Charlebois (album, 1971)
Albums de Robert Charlebois
Un gars ben ordinaire
(1971) Charlebois
(1972)
Robert Charlebois, aussi appelé Le Mont Athos, en référence à sa chanson d'ouverture, est le septième album du chanteur Robert Charlebois, et le deuxième portant son nom, paru en novembre 1971. C'est également son dernier opus publié par les Disques Gamma, avant la signature de son contrat chez Disques Barclay.

## Titres
| 1.    | Le Mont Athos          | Marcel Sabourin / Robert Charlebois      | 3:26 |
| 2.    | Ya sa pichou           | Dominique Tremblay / Philippe Gagnon     | 3:49 |
| 3.    | La Valse Reno          | Folklore acadien                         | 2:01 |
| 4.    | Mr. Plum (en anglais)  | Gordon Sheppard / Robert Charlebois      | 6:34 |
| 5.    | Limoilou               | Réjean Ducharme / Robert Charlebois      | 2:42 |
| 6.    | Le Sud de la Louisiane | Folklore acadien                         | 2:02 |
| 7.    | Parle-moi              | Marie-Josée Casanova / Robert Charlebois | 3:08 |
| 8.    | Terre-Love             | Alfred Jarry / Robert Charlebois         | 8:20 |
| 32:27 |                        |                                          |      |